# Turisme a Mèxic

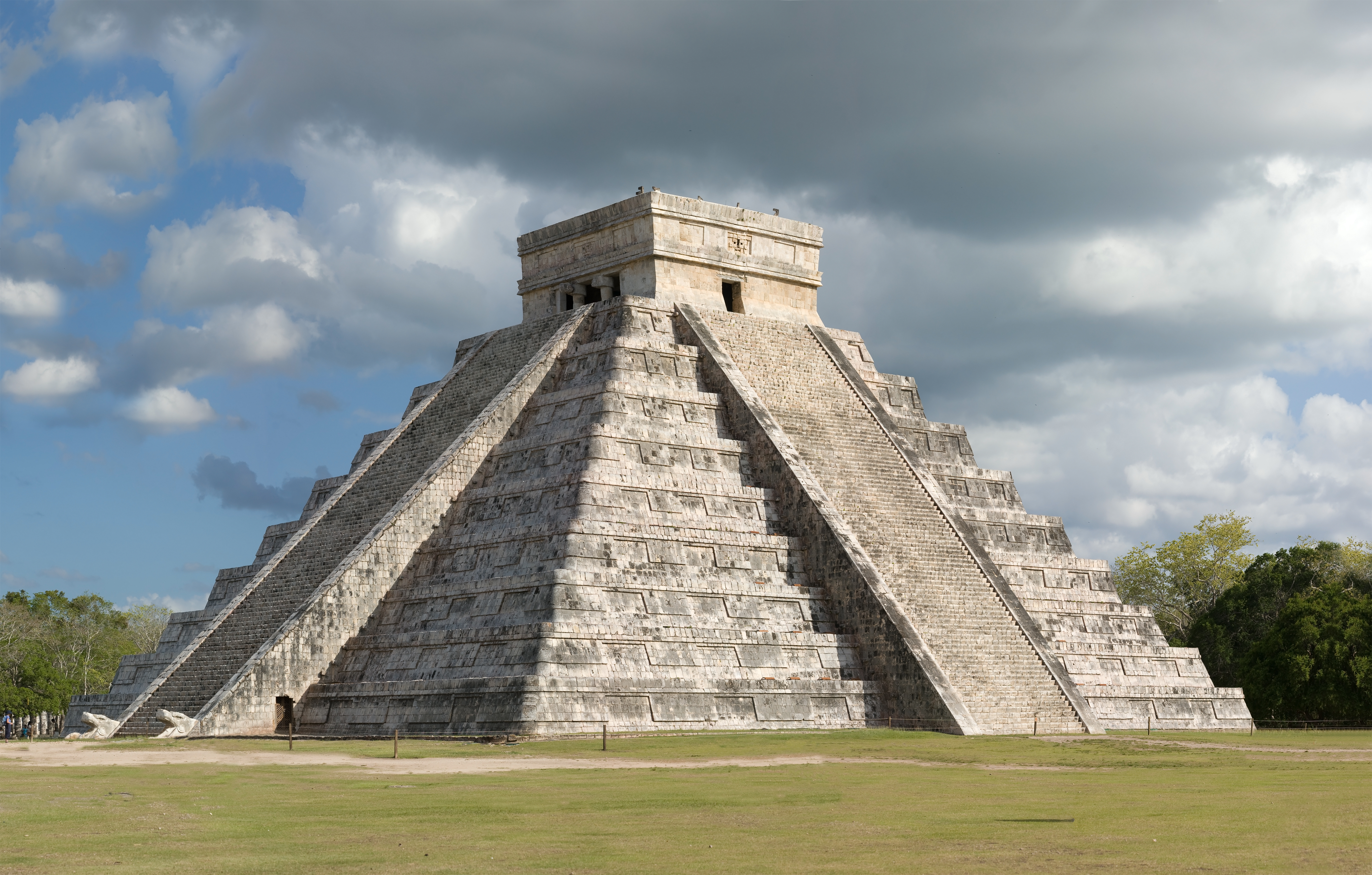
Chichén Itzá, una de les noves set meravelles del món.

El turisme a Mèxic és una activitat econòmica important per al país i és una de les majors en el món, col·locat al país com la vuitena destinació a escala mundial en termes d'arribades de turistes internacionals i la primera destinació per a turistes estrangers dintre d'Amèrica Llatina. Les principals atraccions turístiques de Mèxic són les ruïnes antigues de la cultura de Mesoamèrica, les ciutats colonials i els complexos turístics de platja. El clima temperat del país, juntament amb la seva herència històrica cultural, la fusió de la cultura europea o espanyola amb la cultura de Mesoamèrica, fam que Mèxic sigui una atractiva destinació turística de nivell mundial. La majoria i els principals turistes estrangers que visiten Mèxic provenen dels Estats Units i el Canadà. En segon lloc, són els turistes que provenen d'Europa i Àsia. I en tercer lloc, estan els turistes d'Amèrica Llatina.

## Mèxic modern

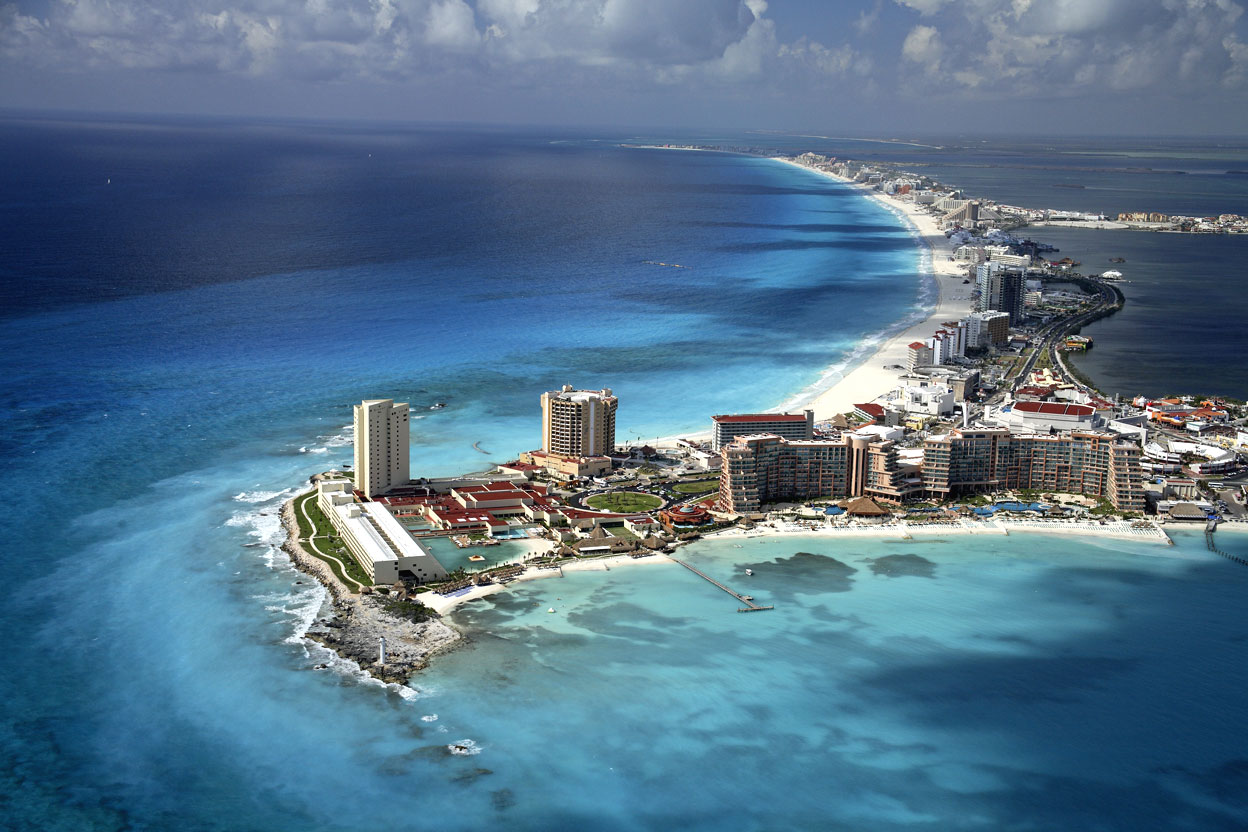
Cancun.

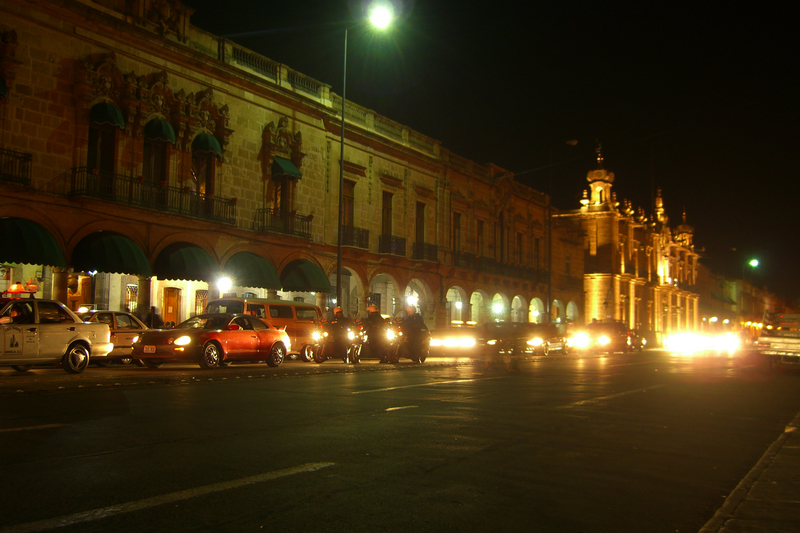
Morelia.

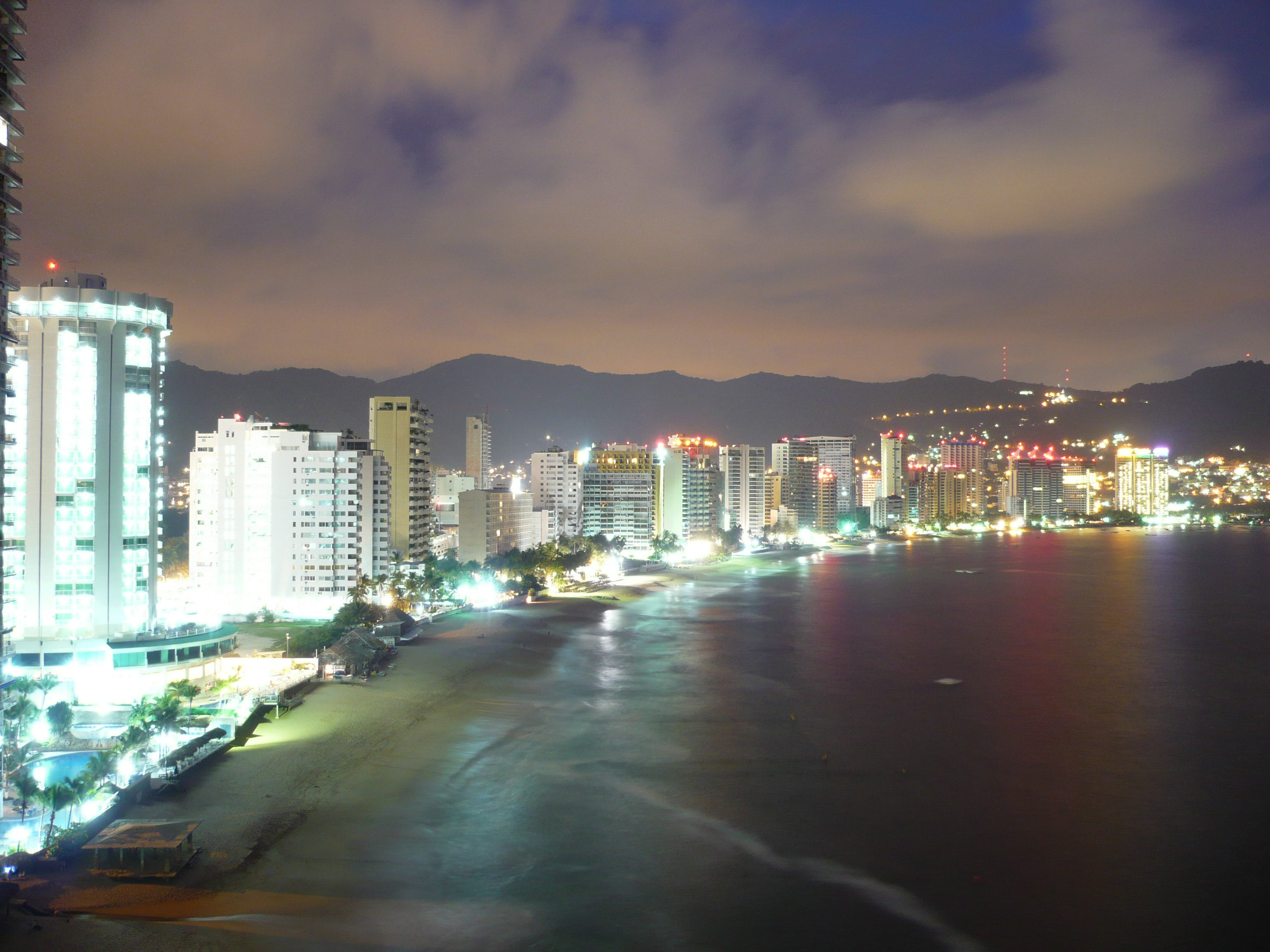
Acapulco.

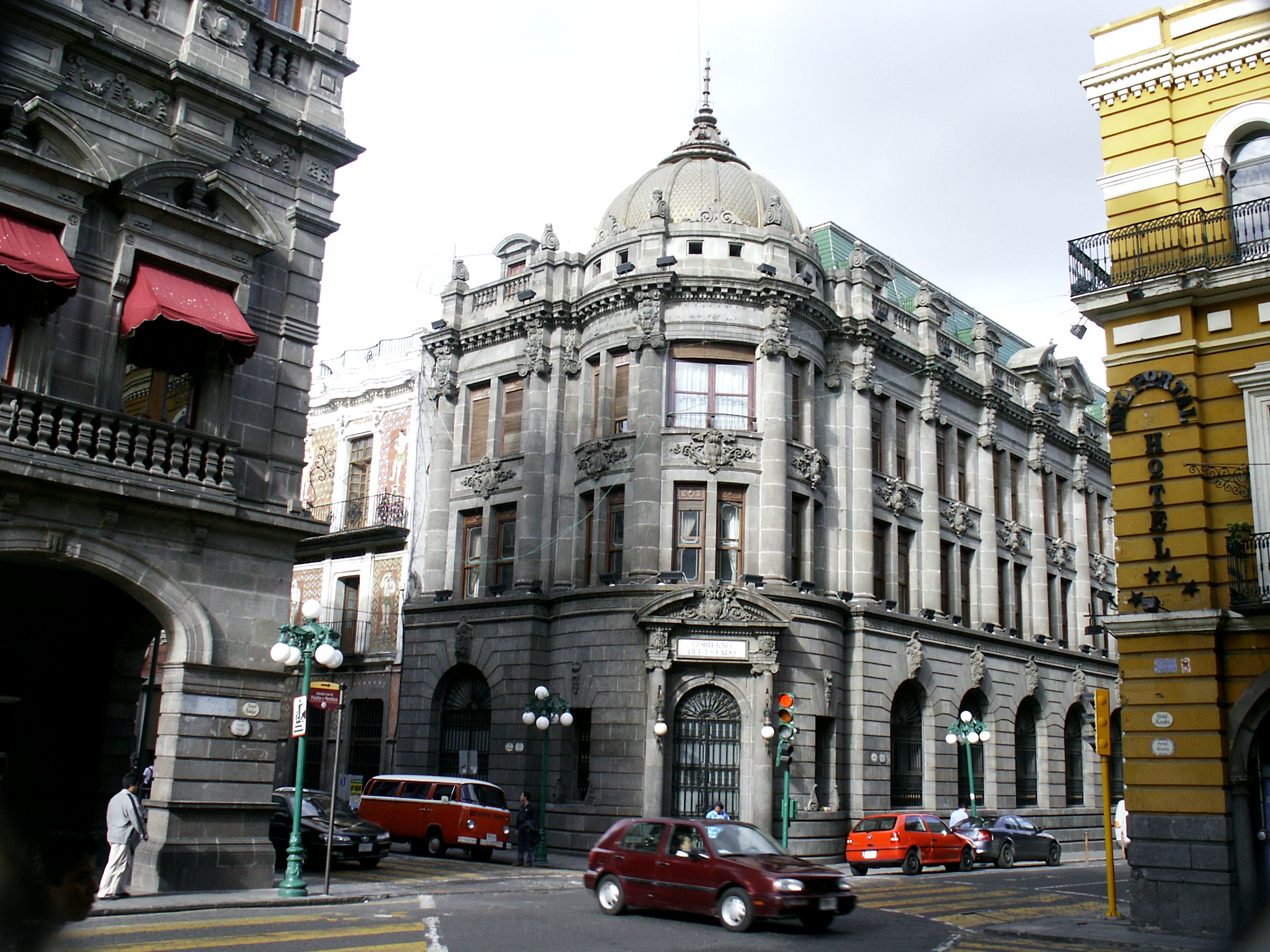
Puebla.

### Menjars i begudes
La gastronomia de Mèxic es caracteritza per la seva ampla varietat de receptes, el menjar de Mèxic és famós pels seus forts sabors i condiments amb una diversitat que depèn de la regió, perquè cada estat mexicà posseeix les seves pròpies receptes i tradicions culinàries. Mèxic també té una ampla diversitat en begudes tradicionals que en molts casos representen algunes regions i comunitats que àdhuc conserven la seva producció. No totes les begudes estan destinades al consum familiar, ja que moltes d'aquestes begudes s'elaboren mitjançant la fermentació de llavors o fruites, i en alguns casos, algunes begudes tenen massa alcohol.

### Principals destinacions
- Monterrey. A diferència d'altres ciutats amb tradició turística, Monterrey, una ciutat amb un desenvolupament molt recent, concentra la seva activitat turística en els seus parcs naturals, parcs de diversió i museus i no pas en la seva arquitectura colonial. Els principals museus són el Museu Regional d'Història o Museu del Bisbat, que es va construir al lloc on es lliuraria una batalla important contra els Estats Units en la Guerra d'Intervenció Nord-americana; el Museu d'Història Mexicana, el Planetari ALFA, el Museu del Vidre, el Parc Fundidora (que va ser la seu del Fòrum Universal de les Cultures), la Macroplaza (plaça central del centre administratiu) i el Saló de la Fama del Beisbol de Mèxic. A les muntanyes que envolten la ciutat es poden visitar parcs naturals, com ara el Parc Ecològic Chipinque i el Parc Estatal l'Estanzuela, així com les cascades de Cola de Caballo.
- Acapulco. La ciutat va ser construïda sobre una franja molt estreta de terra, de poc més de 500 metres de llargària, entre la badia i les muntanyes que l'envolten. La primera exploració espanyola a càrrec de Juan Rodríguez de Villafuerte va batejar la badia amb el nom de Santa Lucia. Poc després, per ordres del rei d'Espanya, fra Andrés de Urdaneta va creuar el Pacífic des de l'arxipèlag de les Filipines amb la finalitat de trobar una ruta que connectés les colònies asiàtiques amb la península Ibèrica. Des del començament del segle xx, després de la Revolució Mexicana, Acapulco es va convertir en una destinació turística molt important de Mèxic, una de les platges més visitades de Nord-amèrica. El port està connectat a la ciutat de Mèxic per l'Autopista del Sol, una obra mestra d'enginyeria amb els ponts més alts i els túnels més llargs del país.
- Ciutat de Mèxic. La ciutat de Mèxic és la capital i la ciutat més gran de Mèxic. En virtut de la seva elecció com a seu dels poders de la Unió de la federació mexicana, la ciutat de Mèxic és alhora el Districte Federal, i per tant, també es coneix com a Mèxic, D.F. El Centre Històric de la ciutat i els jardins flotants de Xochimilco han estat declarats Patrimoni de la Humanitat per la UNESCO. El centre simbòlic de la ciutat i del país és la Plaça de la Constitució, conegut com el Zócalo, la segona més àmplia del món després de la Plaça Vermella de Moscou. S'hi troben les construccions colonials del Palau Nacional i la Catedral Metropolitana, i les ruïnes del Temple Major asteca, descobertes el 1978. El monument més reconegut de la ciutat és l'Àngel de la Independència, localitzat al Passeig de la Reforma, una avinguda dissenyada per l'emperador mexicà Maximilià d'Habsburg la dècada de 1860 emulant els Camps Elisis de París per a connectar el Palau Nacional amb el Castell de Chapultepec aleshores la residència imperial i en l'actualitat, Museu d'Història.[3]
- Cancun. Cancun és una ciutat turística localitzada a les costes del mar Carib a l'estat de Quintana Roo, al sud-est de Mèxic. Actualment hi ha més de 140 hotels, un aquari, un riu subterrani i zones per bussejar amb dofins prop de la llacuna de Nichupte, a més de les ruïnes arqueològiques maies. Cancun rep 3 milions de visitants l'any, en 200 vols diaris; és una de les destinacions turístiques més visitades del món. La població de la ciutat és de més de 400.000 habitants, la majoria mexicans, però hi ha un nombre considerable d'europeus residents.
- Puerto Vallarta. Puerto Vallarta és una ciutat localitzada a l'estat de Jalisco a la costa de la Badia de Banderes, de l'oceà Pacífic. És un important centre de turisme i alhora el tercer port comercial més important de Mèxic i la segona ciutat en importància econòmica per a l'estat de Jalisco. Les activitats turístiques inclouen llocs per a nadar amb dofins, esports extrems, llocs per a observar balenes i diversos museus. A diferència de Cancun, Puerto Vallarta és una ciutat antiga, i el centre històric conté nombrosos carrers amb arquitectura típica mexicana. El 1999 Puerto Vallarta va ser la sisena destinació turística més visitada del món pels ciutadans nord-americans, d'acord amb l'Associació d'Agències de Viatges dels Estats Units (ASTA).
- Los Cabos. L'economia principal, és el turisme, que va créixer a partir de les inversions governamentals per tal de desenvolupar la infraestructura de la zona el 1974, arran del canvi de l'estatus de Baixa Califòrnia Sud de territori a estat de la federació. La segona activitat econòmica és la pesca (esportiva i laboral). Aquesta zona va ser seu d'una cimera de la Cooperació Econòmica de l'Àsia-Pacífic el 2002
- Arteaga. És considerada la "Suïssa de Mèxic" pels seus bells paisatges bells i cims nevats a l'hivern, també compta amb l'únic centre d'esquí del país, el qual compta amb dues pistes de plàstic a l'estiu i coberta per la neu a l'hivern. Al sud-est de l'estat, molt a prop de Saltillo, hi ha Arteaga, una població amb gran fama per la seva agradable temperatura, els seus carrers tranquils.
- Guadalajara. La ciutat és coneguda com el Silicon Valley de Mèxic, amb la presència de diverses companyies d'alta tecnologia com ara General Electric, Intel, Hewlett Packard, Siemens, Flextronics i d'altres. Això no obstant, la ciutat, des de temps colonials, s'ha consolidat com un centre de comerç, transport i comunicacions entre els ports de l'oceà Pacífic i el centre i nord del país. El turisme també s'ha convertit en una de les activitats més importants de la ciutat, així com de l'estat de Jalisco, per la seva proximitat amb les platges de Puerto Vallarta, Manzanillo i Mazatlán.
- Morelia. És la capital de l'estat de Michoacán a Mèxic, localitzada a la vall de Guayangareo. Durant el període del virregnat es van realitzar importants construccions com ara la Catedral de la ciutat, l'Aqüeducte, el Palau de Govern, el Palau Clavijero i nombrosos temples, convents i cases antigues. El conservatori de Música de les Roses de Morelia, és un dels més antics del continent americà, i conté l'orgue tubular més gran del continent.
- Castell de Chapultepec. És un palau construït sobre el turó de Chapultepec, que avui dia es troba al centre del Parc de Chapultepec, un dels parcs més grans del món i antic jardí botànic de Tenochtitlan, amb 6 km² de superfície.
- Llac de Chapultepec. És un turó situat al ponent del Districte Federal de Mèxic envoltat d'un immens parc urbà (el més gran d'Amèrica) que comprèn de llacs artificials, deus, instal·lacions per a la diversió com jocs mecànics, museus, teatres, auditoris, zoològic i edificis històrics com el Castell de Chapultepec.
- Mazatlán. És conegut com la "Perla del Pacífic", per la bellesa de les seves platges i la riquesa de la seva fauna marina que l'han convertit en seu d'importants tornejos de pesca.

Altres destinacions turístiques són Morelia, Ixtapa-Zihuatanejo, Nuevo Vallarta, Manzanillo, Puerto Escondido, Huatulco, Playa Escondida, Costa Esmeralda, Mismaloya, Careyes, etc.

## Mèxic antic

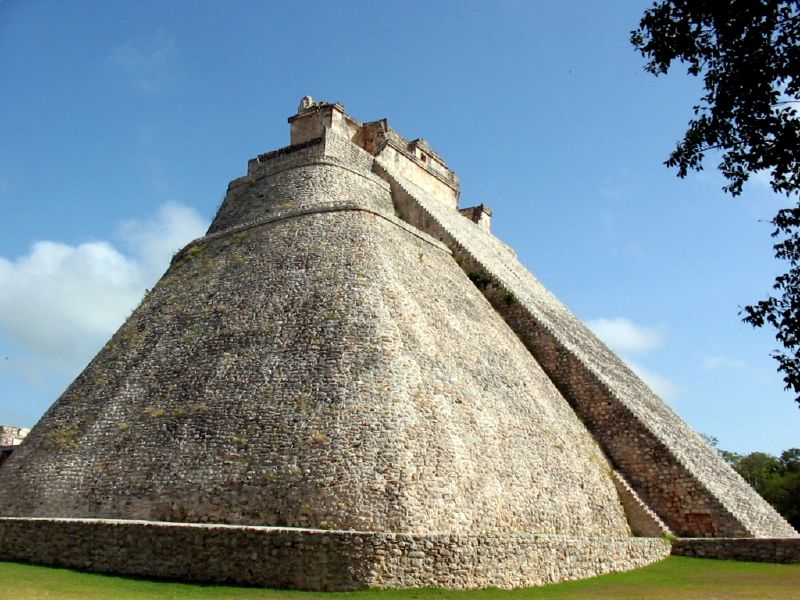
Uxmal. Piràmide de l'Adivino.

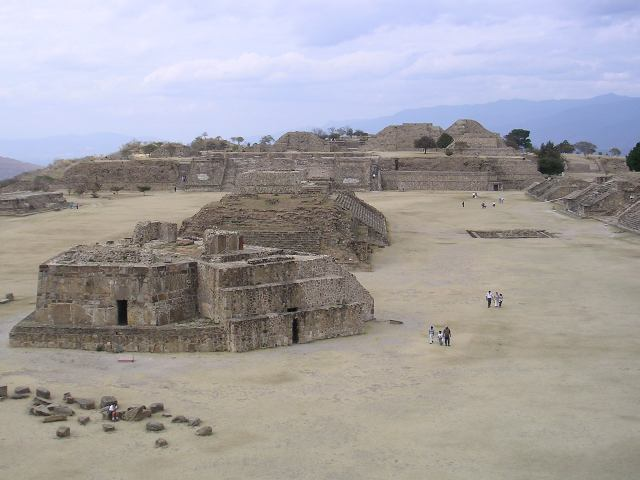
Monte Albán.

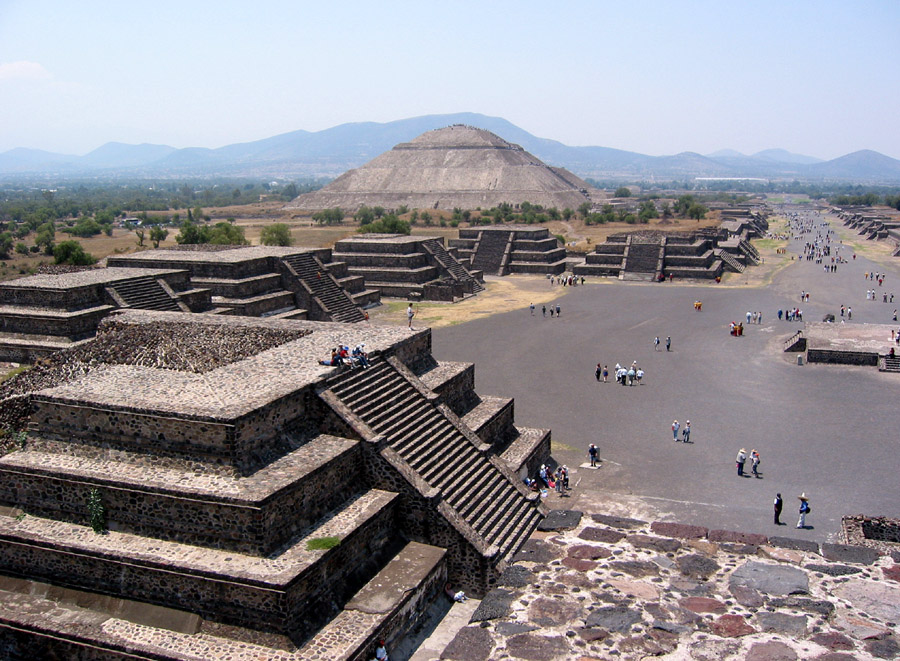
Teotihuacán.

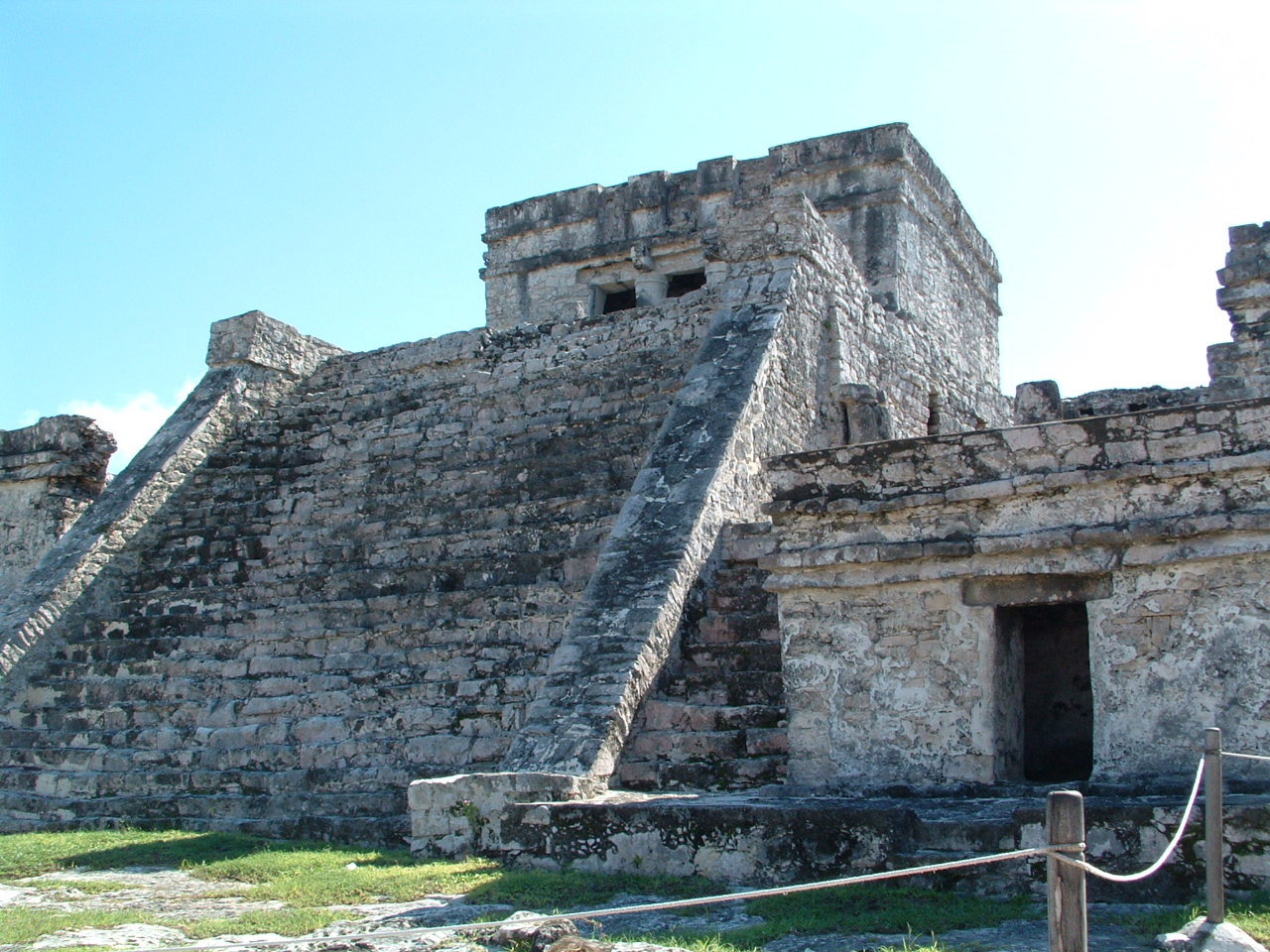
Tulum.

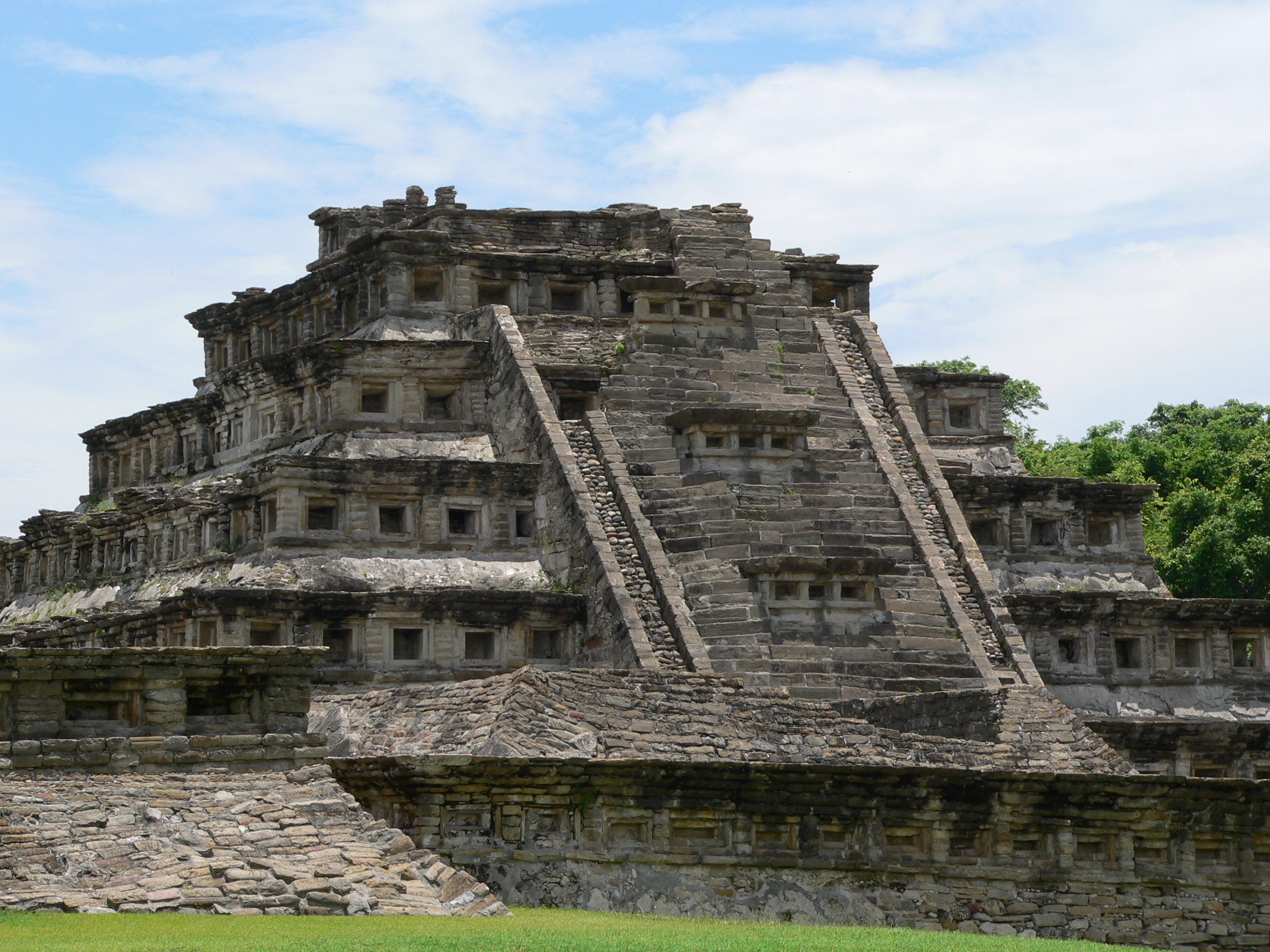
Tajín.

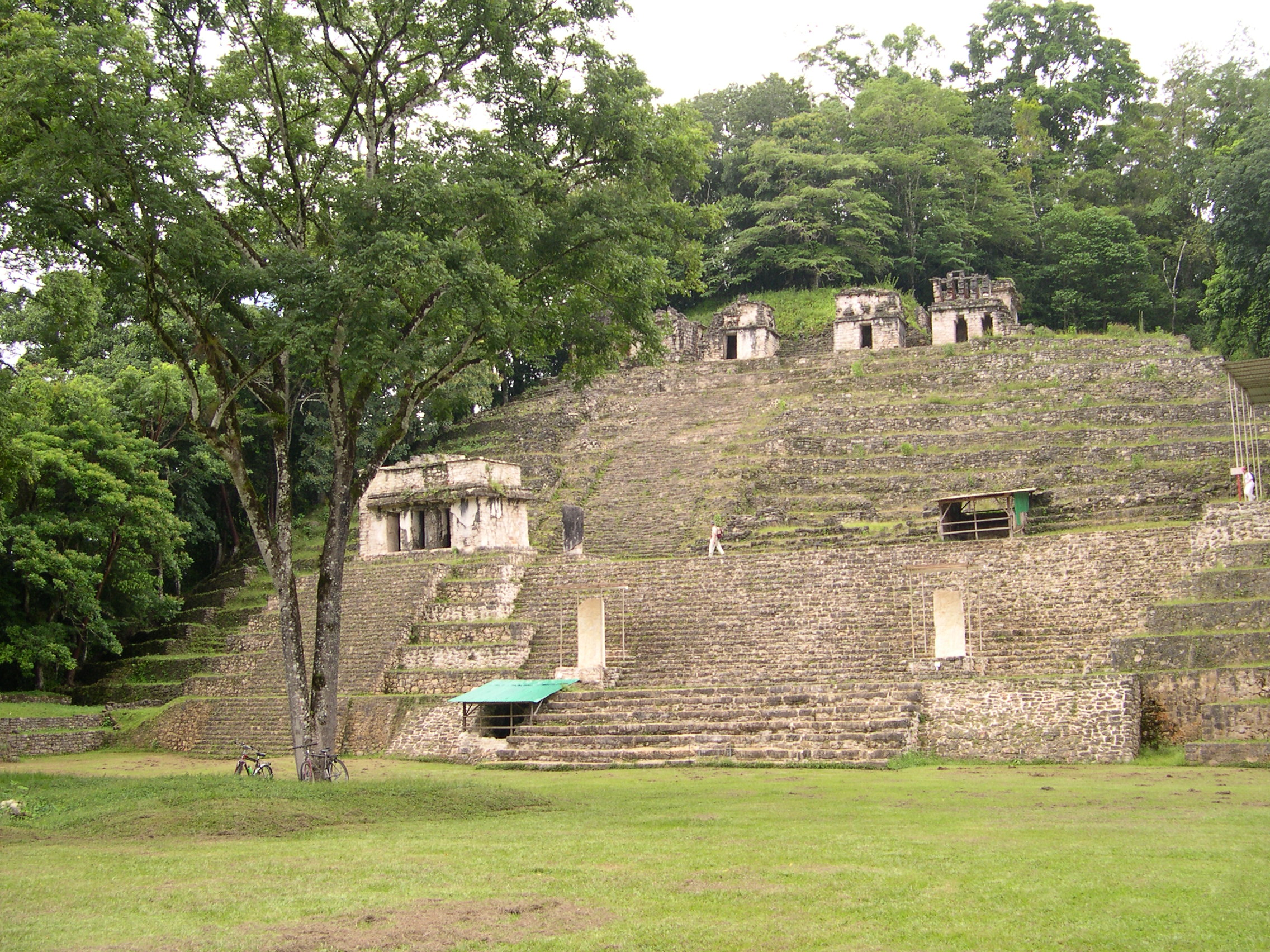
Bonampak.

- Mina de Naica. Està al sud-est de la ciutat de Chihuahua, una cova enorme amb més de 850 metres de profunditat, és la principal mina de concentrats de plom de Mèxic i la quarta més important del món.
- Monte Albán o Munti Albán. És un jaciment arqueològic localitzat a 10 km de la ciutat d'Oaxaca de Juárez, capital de l'estat mexicà del mateix nom. Monte Albán va ser per molt temps la seu del poder dominant en la regió de les Valls Centrals d'Oaxaca, des del declivi de San José Mogote fins a l'ocàs de la ciutat, ocorregut al voltant del segle ix. El nom antic d'aquesta ciutat fundada pels zapoteques.
- Palenque. És un lloc arqueològic maia situat prop del riu Usumacinta a l'estat de Chiapas, Mèxic, al sud-est del país. És un jaciment arqueològic de grandària mitjana, una mica més petit que Tikal o Copán, però conté els edificis arquitectònics, les escultures, i els murals d'estuc més impressionants de la civilització maia.
- Comalcalco. És un jaciment arqueològic de la maia que es localitza en l'estat de Tabasco. Té més de 3.000 anys d'antiguitat, on va sorgir després la cultura olmeca, que ocupava el territori que avui està entre l'estat de Tabasco i Veracruz. Els olmeques van poblar la zona que comprenia des de San Lorenzo i Tres Zapotes, al sud de l'estat de Veracruz i La Venta al nord-oest de l'estat de Tabasco.
- Calakmul. És un jaciment arqueològic que va estar habitat profusament durant els períodes Preclàssic mitjà i Clàssic, està situat en la reserva de la biosfera de Calakmul de 1,800.000 acres en l'estat mexicà de Campeche, en les profunditats de les selves tropicals
- Chichén Itzá. És una zona arqueològica de Mèxic a l'estat de Yucatán, entre les ciutats de Valladolid i Mérida. Una de les ciutats més importants de la civilització maia, Chichén Itzá és molt visitada pels seus excepcionals exemples arquitectònics i ha estat considerada per la UNESCO com a Patrimoni de la Humanitat. Des del 2007, és considerada una de les noves set meravelles del món. L'elit governant de Chichén Itzá era formada per guerrers, sacerdots i comerciants. Van introduir el culte al déu Kukulkan («la serp emplomallada»), l'equivalent al Quetzalcóatl de l'altiplà mexicà. Van bastir construccions amb talussos i murs verticals i representacions del déu ocell-serp. El militarisme va ser el fonament indubtable d'aquesta cultura, cosa que s'evidencia en el monument anomenat la Plataforma de les Calaveres, on s'exhibien, clavats en estaques, els cranis de centenars d'enemics.[4]
- Tulum. Tulum va ser una ciutat de la civilització maia, les ruïnes són relativament petites, en comparació amb altres ciutats maies veïnes, però n'és una de les millors conservades. La seva localització a la Riviera Maya i els centres turístics moderns, a 130 km al sud de Cancun, la fan una de les destinacions turístiques més populars de la regió. Les ruïnes de Tulum són les terceres més visitades de Mèxic, després de Teotihuacán i Chichén-Itzá.
- El Tajín. És el jaciment arqueològic precolombí i és considerada per la UNESCO com Patrimoni de la Humanitat. La seva reconstrucció comença en el segle xiii, en el mateix temps El Tajín va ser arrasat per invasors txitximeques, aquest lloc va ser ocupat per uns pocs pobladors que no van continuar la construcció de temples. El lloc va ser totalment despoblat quan van arribar els conquistadors espanyols en el segle xvi.
- Uxmal. És una antiga ciutat de la civilització maia[5] del període clàssic. En l'actualitat és jaciments arqueològics més importants de la civilització maia, juntament amb els de Chichén Itzá i Tikal. Se situa en l'anomenada zona Puuc i és la ciutat més representativa d'aquest estil arquitectònic. La Piràmide del Adivino és el monument més gran i té una altura de 35 metres i una amplària de 53 metres. Els jeroglífics existents han ajudat a la datació de cadascun dels períodes de construcció.
- Cobá. Cobá va ser una ciutat maia localitzada al sud-est de Mèxic. Va tenir 50.000 habitants i una extensió de vuitanta quilòmetres quadrats, la major part de la ciutat va ser construïda a mitjan període clàssic de la civilització maia. Actualment només hi ha la piràmide Nohoch Mu, l'única piràmide que no va ser destruïda amb una altura de 42 metres.
- Bonampak. Bonampak va ser una ciutat de la civilització maia a l'actual 'estat de Chiapas, on totes les estructures del lloc semblen haver estat construïdes entre els anys 580 i 800. A Bonampak existeixen diversos edificis de mitjana grandària, que circumden la plaça central, alguns dels quals posseïxen deixants molt bé llaurats.[6]
- Teotihuacan és el jaciment arqueològic precolombí més gran d'Amèrica. Està situat a l'estat de Mèxic, a 40 km al nord-est de la ciutat de Mèxic. El nom de Teotihuacan prové del nàhuatl i significa "ciutat dels déus" o "lloc on els homes es converteixen en déus". Teotihuacan també fa referència a la civilització que es va originar en aquesta ciutat i que va dominar la major part de Mesoamèrica. No existeix informació sobre l'origen del poble, però, hi ha evidència arqueològica que demostra que era un lloc multi-ètnic, amb barris zapoteques, mixteques, maies i nahues. Segon la llegenda asteca van ser els totonaques els que van construir la ciutat. La construcció de Teotihuacan va començar a prop del 300 aC i la Piràmide del Sol hi va ser construïda el 150 aC. L'època de major prosperitat de la ciutat va ser de l'any 150 al 450 dC.

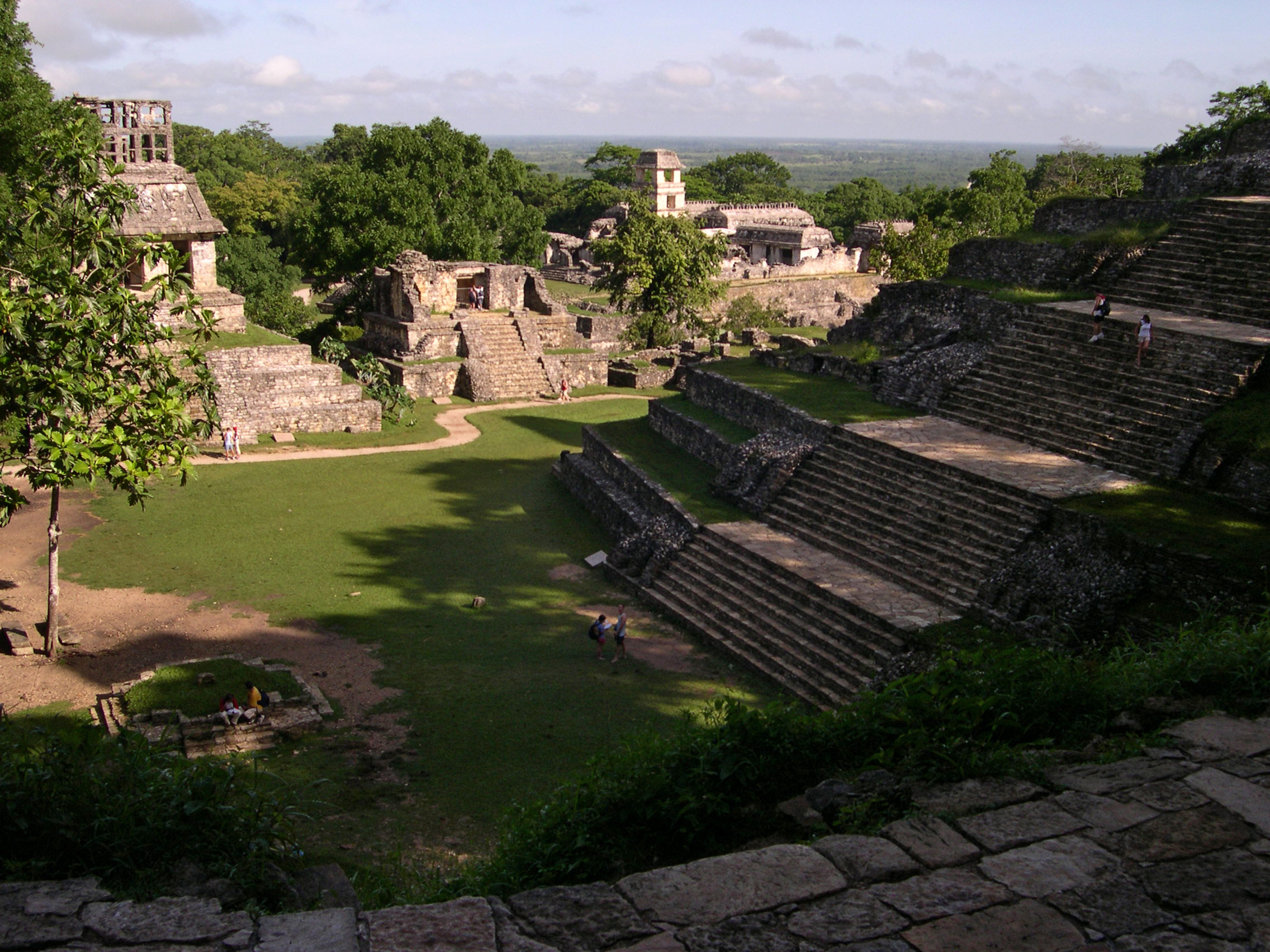
Palenque
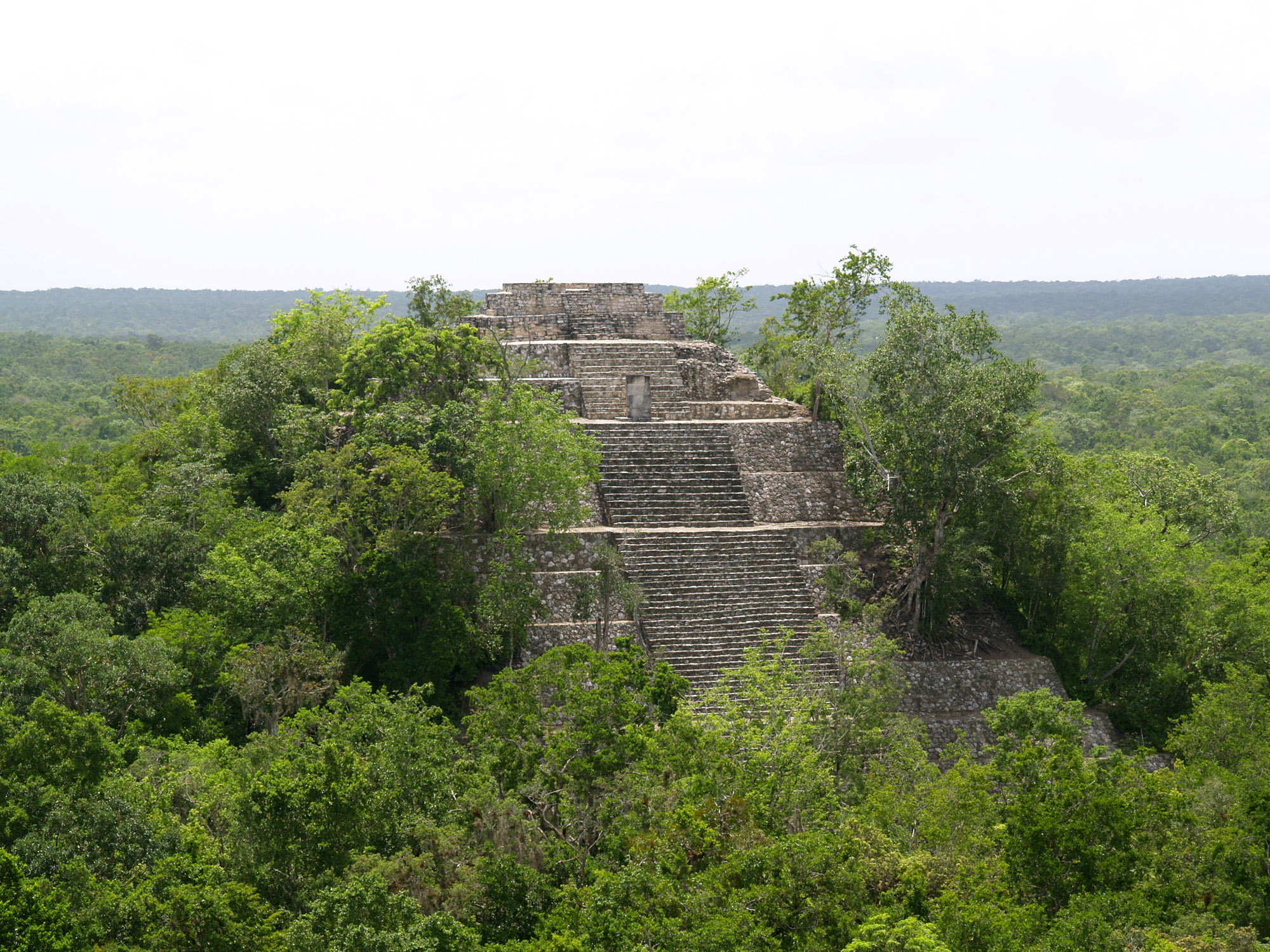
Calakmul
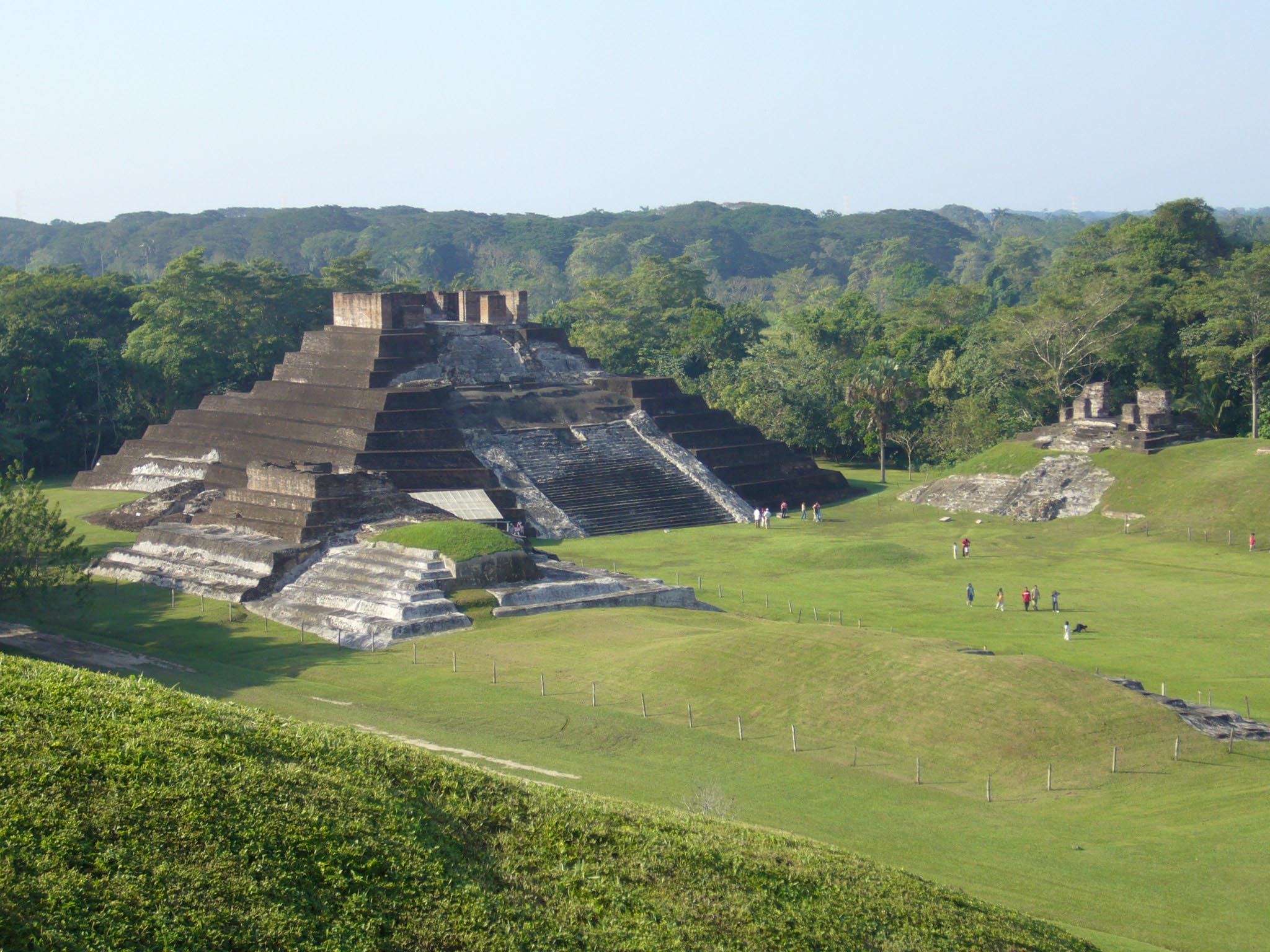
Comalcalco
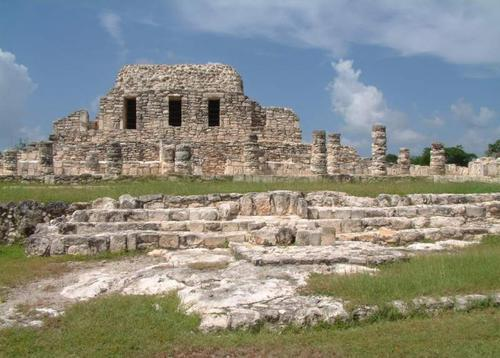
Mayapan